# Chippenham Town FC
Chippenham Town FC (celým názvem: Chippenham Town Football Club) je anglický fotbalový klub, který sídlí ve městě Chippenham v nemetropolitním hrabství Wiltshire. Založen byl v roce 1873. Od sezóny 2017/18 hraje v National League South (6. nejvyšší soutěž). Klubové barvy jsou modrá, bílá a černá.
Své domácí zápasy odehrává na stadionu Hardenhuish Park s kapacitou 3 000 diváků.

## Úspěchy v domácích pohárech
Zdroj: 
- FA Cup
  - 1. kolo: 1951/52, 2005/06
- FA Trophy
  - 2. kolo: 2002/03, 2003/04, 2009/10
- FA Vase
  - Finále: 1999/00

## Umístění v jednotlivých sezonách
Stručný přehled
Zdroj: 
- 1904–1939: Western Football League (Division Two)
- 1939–1946: Western Football League
- 1946–1960: Western Football League (Division One)
- 1960–1965: Western Football League
- 1968–1973: Hellenic Football League (Premier Division)
- 1973–1976: Western Football League
- 1976–1981: Western Football League (Division One)
- 1981–2001: Western Football League (Premier Division)
- 2001–2002: Southern Football League (Western Division)
- 2002–2017: Southern Football League (Premier Division)
- 2017– : National League South

Jednotlivé ročníky
Zdroj: 
Legenda: Z - zápasy, V - výhry, R - remízy, P - porážky, VG - vstřelené góly, OG - obdržené góly, +/- - rozdíl skóre, B - body, červené podbarvení - sestup, zelené podbarvení - postup, fialové podbarvení - reorganizace, změna skupiny či soutěže
| Sezóny  | Liga                                        | Úroveň | Z  | V  | R  | P  | VG | OG | +/- | B   | Pozice |
| ------- | ------------------------------------------- | ------ | -- | -- | -- | -- | -- | -- | --- | --- | ------ |
| 2009/10 | Southern Football League (Premier Division) | 7      | 42 | 21 | 11 | 10 | 67 | 43 | +24 | 74  | 3.     |
| 2010/11 | Southern Football League (Premier Division) | 7      | 40 | 18 | 14 | 8  | 54 | 41 | +13 | 68  | 7.     |
| 2011/12 | Southern Football League (Premier Division) | 7      | 42 | 14 | 11 | 17 | 55 | 53 | +2  | 53  | 11.    |
| 2012/13 | Southern Football League (Premier Division) | 7      | 42 | 13 | 12 | 17 | 63 | 67 | -4  | 51  | 15.    |
| 2013/14 | Southern Football League (Premier Division) | 7      | 44 | 14 | 6  | 24 | 59 | 87 | -28 | 48  | 18.    |
| 2014/15 | Southern Football League (Premier Division) | 7      | 44 | 16 | 13 | 15 | 54 | 54 | 0   | 61  | 11.    |
| 2015/16 | Southern Football League (Premier Division) | 7      | 46 | 21 | 13 | 12 | 76 | 53 | +23 | 76  | 8.     |
| 2016/17 | Southern Football League (Premier Division) | 7      | 46 | 31 | 10 | 5  | 94 | 47 | +47 | 103 | 1.     |
| 2017/18 | National League South                       | 6      | 42 | 15 | 9  | 18 | 64 | 70 | -6  | 54  | 13.    |
| 2018/19 | National League South                       | 6      | 42 |    |    |    |    |    |     |     |        |